# Senale-San Felice
Senale-San Felice es una localidad y comune italiana de la provincia de Bolzano, región de Trentino-Alto Adigio, con 819 habitantes.

## Evolución demográfica
| Gráfica de evolución demográfica de Senale-San Felice entre 1861 y 2001 |
|                                                                         |
| Fuente ISTAT - elaboración gráfica de Wikipedia                         |